# جرذ عملاق صوفي
الجرذ العملاق الصوفي (الاسم العلمي: Kunsia tomentosus)، نوع من القوارض الضخمة التي تستوطن أمريكا الجنوبية. لا يضم أي نويعات معترف بها حاليًا. وهو العضو الوحيد من جنس كونسيا (Kunsia).